# Adamo Scultori
Adamo Scultori, noto anche come Adamo Ghisi (Mantova, 1530 – Mantova, 1585), è stato uno scultore, incisore e artista italiano.

## Biografia
Scultori nacque a Mantova. Proveniva da una famiglia di artisti: il padre Giovanni Battista Scultori e la sorella Diana Scultori erano entrambi artisti. A causa della stretta associazione della sua famiglia con l'artista Giorgio Ghisi, sua sorella e lui sono stati a volte indicati dal cognome "Ghisi". Morì nel 1585. Alcune sue opere sono esposte presso il Museo d'Arte di Cleveland.